# Погребижская, Елена Владимировна
Еле́на Влади́мировна Погреби́жская (род. 1 октября 1972, Каменка, Ленинградская область) — российский режиссёр и сценарист документального кино, журналист, телеведущая, певица, музыкант — лидер группы Butch. Художественный руководитель студии «Партизанец», член Академии российского телевидения.

## Биография

### Ранние годы
Родилась 1 октября 1972 года в посёлке Каменка Ленинградской области в семье военного врача и железнодорожного инженера.
В 1988 году поступила на факультет русской филологии Вологодского государственного педагогического института, который окончила в 1992 году. Имеет еврейское происхождение. По ее собственным словам, ее корни уходят в Среднюю Азию и Грузию.

### Карьера
Первым местом работы Погребижской стал вологодский телеканал «ТВ-7», однако в том же 1993 году она переехала в Москву, чтобы поступить на отделение телевидения факультета журналистики МГУ (окончила в 1997 году). Изначально работала редактором и корреспондентом на телеканалах ВКТ и «Марафон-ТВ». Ещё не окончив университет, начала работать политическим комментатором в программе «Время» на 1 канале Останкино (ОРТ). Здесь она готовила репортажи о болезни Бориса Ельцина, о войне в Косово и горячих точках: Чечне и Ингушетии.
В 2001 году Погребижская оставила журналистику и занялась музыкой профессионально. Она была лидером группы Butch. У неё вышло 4 альбома, последний — «Credo» — вышел в октябре 2007 года, после чего Елена завершила и музыкальную карьеру.
В 2005 году Погребижская опубликовала книгу «Дневник артиста». В 2007 году вышла следующая её книга, «Исповедь четырёх», посвящённая Ирине Богушевской, Анне Герасимовой (Умка) и Светлане Сургановой, а также документальный фильм «Всё равно я встану», героинями которого стали эти же музыканты.
В 2007 году на канале «РЕН ТВ» вышел следующий фильм Погребижской «Продавец крови» о саратовском писателе Игоре Алексееве, который боролся с раком и в итоге с самой смертью. В 2008 году с этим фильмом Елена стала лауреатом главной российской телевизионной премии ТЭФИ. В 2009 году Елена Погребижская во второй раз стала обладательницей премии «Тэфи» в номинации «Лучший телевизионный документальный фильм» за фильм «Доктор Лиза» («РЕН ТВ») о Елизавете Глинке, враче, которая помогает безнадёжно больным.

У этого фильма [«Доктор Лиза»] были цифры, которые тоже в 2-3 раза превышали цифры наши обычные в прайм. Мы собрали за время эфира 32 тысячи долларов — люди слали свои смски, это очень много, правда. И потом по следам этого фильма мы провели живой концерт, где совершенно бесплатно лучшие рок-музыканты страны выступили, и все деньги ушли в фонд доктора Лизы тоже.— Оксана Барковская, продюсер «РЕН ТВ»
С 2010 года Погребижская является членом Академии российского телевидения, входит в состав жюри премий «Лавр» и ТЭФИ-регион.
Летом 2011 года Елена Погребижская была ведущей новостной передачи «Здесь и сейчас» на телеканале «Дождь».
Фильм Погребижской 2013 года «Мама, я убью тебя» вызвал общественный резонанс на уровне правительства. Вице-премьер Ольга Голодец поручила министерствам разобраться в ситуации.
Была проведена реформа законодательства, касающегося детей-сирот. Также фильм получил награды на многих международных кинофестивалях.

Фильм — самый верный способ донести эмоции. Посредством кино любому человеку, который сидит в зале, проблемы другого станут очень понятными. Это лучше, чем любые речи и призывы.— Елена Погребижская
В 2014 году она получила гран-при за вклад в документальное кино и интернет-премию в области интернет-медиа Internet Media Awards (IMA).

### Общественная деятельность и взгляды
20 февраля 2009 года Погребижская вместе с Земфирой и другими музыкантами выступила на благотворительном «Живом концерте» в Дворце культуры имени Горбунова в Москве. Средства от продажи билетов на мероприятие пошли на создание первого в России хосписа для неонкологических больных, в поддержку фонда «Справедливая помощь» Елизаветы Глинки.
В июне 2012 года Погребижская подписала письмо в поддержку Марии Алёхиной и Надежды Толоконниковой из группы Pussy Riot, осуждённых за акцию в храме Христа Спасителя. 
В 2023 году в интервью Катерине Гордеевой осудила вторжение России на Украину.

### Личная жизнь
Елена Погребижская предпочитает не рассказывать интервьюерам о своей личной жизни. Есть дети — сын Феликс и дочь Дана.

## Работы

### Избранная фильмография
- 2020 — «Мама, я убью тебя — 2» — продолжение документального фильма о детском интернате
- 2019 — «Синяя чайка»[24]
- 2017 — «Дело Андреевой»
- 2017 — «Тонкий и толстый»
- 2015 — «Васька»
- 2014 — «Мальчишки с улицы Свободы»
- 2013 — «Мама, я убью тебя»[25][26] — режиссёр. Документальный фильм о детях в интернате в Большом Колычёве.
- 2012 — «Панические атаки»
- 2010 — «Посттравматический синдром» («Теория страха»[6])[27] (Пятый канал)
- 2009 — «Доктор Лиза» — режиссёр. Продюсер «РЕН ТВ» Оксана Барковская. Документальный фильм о Докторе Лизе (Елизавете Глинке).
- 2008 — «Продавец крови»[28] — режиссёр. Продюсер «РЕН ТВ» Оксана Барковская. Документальный фильм о смертельно больном писателе Игоре Алексееве[9].
- 2007 — «Всё равно я встану» — автор, сценарист. Режиссёр Михаил Соловьев. Документальный фильм о музыкантах Светлане Сургановой, Умке, Ирине Богушевской.
- 2005 — «Виола Тараканова. В мире преступных страстей-2» — актриса (эпизод). Сыграла роль певицы Ламэ в третьем фильме сезона «Микстура от косоглазия».

### Дискография
- 2003 — Butch
- 2003 — Романсы
- 2005 — Факел
- 2007 — Credo

## Награды
Награждена премиями ТЭФИ (2008, 2009), «Лавр» (2008), «Сталкер» (2013).
- 2020 — Премия «Редколлегия» за видео о двух девушках из Уфы, открывших клинику в Гватемале[29]
- 2014 — Гран-при за вклад в документальное кино и интернет-премию в области интернет-медиа Internet Media Awards (IMA)[18]
- 2014 — NorCal International Film Festival (США) — Приз за лучший документальный фильм — фильм «Мама, я убью тебя»[30]
- 2014 — Black Maria International Film Festival (США) — 3-е место за режиссёрское мастерство — фильм «Мама, я убью тебя»[30]
- 2014 — Pesaro International Film Festival (Италия). Приз Amnesty International — фильм «Мама, я убью тебя»[30]
- 2013 — Премия имени Анатолия Приставкина кинофестиваля «Сталкер» — фильм «Мама, я убью тебя»[30]
- 2009 — Премия ТЭФИ за лучший телевизионный документальный фильм — фильм «Доктор Лиза»[13]
- 2008 — Премия ТЭФИ за лучший телевизионный документальный фильм — фильм «Продавец крови»[11]
- 2008 — Премия «Лавр» за лучший полнометражный телевизионный фильм — фильм «Продавец крови»[28].
- 2008 — Приз за лучший документальный фильм на 4 кинофестивале неигрового кино «Фрески севера» — фильм «Продавец крови»[1].
- 2008 — Диплом в номинации «Автор сценария» на II Фестивале социально значимых телепрограмм и телефильмов «Герой нашего времени» — фильм «Продавец крови»[1].